# بالاد قتل
بالاد یا تصنیف‌های قتل (به انگلیسی: Murder ballad) زیر مجموعه ای از بالاد مرسوم است که با برخورد با جرم یا مرگ وحشتناک سر و کار دارد. اشعار آنها روایتی را تشکیل می دهد که وقایع یک قتل، که اغلب شامل مقدمه و یا پیامدهای بعدی آن است را توصیف می کند. این اصطلاح به محتوا اشاره دارد و ممکن است برای تصنیف‌های مرسوم و یا بخشی از سنت شفاهی به کار رود.